# Mohammad Mohammadi Gilani
Mohammad Mohammadi Gilani (persan : محمد محمدی گیلانی), né le 31 août 1928 et mort le 9 juillet 2014, est un membre du clergé, juriste et homme politique iranien.

## Biographie
Il occupe diverses fonctions importantes dans les institutions de la République islamique d'Iran notamment juge en chef de la Cour suprême.
De 1980 à 1985, il est juge au tribunal révolutionnaire islamique (en) de Téhéran, où il signe de nombreux arrêts de mort à l'encontre des minorités du bahaïsme[source insuffisante].
De 1983 à 1995, il est membre du Conseil des gardiens, un organe chargé de veiller à la compatibilité des lois par rapport à la constitution et à l'islam, ainsi que de la validation ou du rejet des candidatures aux différentes élections. Il préside ce conseil de 1986 à 1992.